# Sébastien Hurtaud
Sébastien Hurtaud est un violoncelliste français né à La Rochelle.

## Biographie

### Jeunesse
Sébastien Hurtaud est né à La Rochelle. Issu d'une famille d'artistes : un frère aîné ténor et flûtiste à bec, Jean-Christophe Hurtaud et d’une sœur pianiste et historienne de l’art, Marie-Caroline Hurtaud. Son grand frère l’emmène très jeune écouter la Passion selon saint Matthieu de J.S. Bach dirigée par Philippe Herreweghe au festival de Saintes. Il parle de ce concert comme d’une expérience très marquante. Il décide rapidement de faire du violoncelle sa vocation.

### Formation
Sébastien Hurtaud commence ses études au Conservatoire de La Rochelle dans la classe de Jacques Froger, suit les cours du violoncelliste pédagogue Erwan Fauré aux Master Class de Flaine puis intègre la Schola Cantorum de Paris en 1996 où il obtient le diplôme de concert avec les félicitations du jury en 1997. Lors de cette période, il rencontre le chef d’orchestre Sergiu Celibidache lors de ses dernières master class. Il intègre par la suite le Conservatoire national supérieur de Paris en 1999 dans la classe de Jean-Marie Gamard (membre du Quatuor Via Nova). Sébastien obtient son prix mention très bien, son Master en violoncelle et en musique de chambre.
Par la suite, entre 2004 et 2007, il se perfectionne à la Académie de musique de Detmold, au Royal Northern College of Music avec la violoncelliste russe Karine Georgian ou encore avec le pédagogue Michel Strauss au CRR de Boulogne Billancourt. Sébastien obtient également un Artist Certificate dans la classe d'Andrés Díaz (en) et de Christopher Adkins (solo du Dallas Symphony Orchestra) à la Southern Methodist University de Dallas.
Durant ses années d’études, il suit différentes Master Class dont une des dernières données par Mstislav Rostropovich, qui est importante pour le début de carrière du jeune artiste.

### Carrière
Entre 2009 et 2011, il part vivre à Dallas et joue alors avec le directeur artistique et pianiste Charles Wadsworth (en), ainsi qu'avec Kim Chee-yun (en), Stephen Prutsman et Courtnay Budd.
Lauréat de plusieurs concours internationaux de violoncelle (voir Prix), il rencontre, grâce au prix Adam, le chef d’orchestre allemand Werner Andreas Albert (en) qui devient son mentor dans sa carrière de soliste. Ils jouent ensemble avec l’Orchestre Symphonique de Christchuch le premier concerto de Chostakovitch. Sébastien est invité par l'Orchestre National de Nouvelle-Zélande (NZSO) pour une tournée nationale sous la direction du chef d’orchestre Polonais Antoni Wit pour jouer le concerto d’Haydn en ré majeur.
Sébastien Hurtaud est invité dans différents festivals en France mais aussi à l'international : Royaume-Uni, Slovénie, Slovaquie, Etats-Unis, Panama, Grèce, Malte, Russie, Japon, Nouvelle-Zélande. Parmi les œuvres jouées : les concertos de Saint-Saëns sous la direction d'Edmon Colomer au festival de violoncelle de Beauvais, Friedrich Gulda sous la direction d'Arie van Beek au festival Classique au Vert et sous la direction de Leos Swarovski avec la Philharmonie Slovaque, Chostakovitch au festival du Vexin dirigé par Dimitri Saroglou avec l'Orchestre de Picardie. Il est réinvité par le NZSO en Nouvelle-Zélande en 2017 pour interpréter à Wellington et Auckland la première du concerto « Chemin des Dames » dédié aux combattants de la Première Guerre mondiale.
En musique de chambre, le violoncelliste entretient une relation privilégiée entre autres avec les pianistes Pieter-Jelle Deboer, Bruno Canino et Jérémie Honnoré, ou bien encore avec la pianiste Paméla Hurtado, son épouse. La collaboration avec cette dernière aboutit d'ailleurs à un disque consacré à la musique d’Hindemith chez Naxos « Hindemith Music for Cello ».
Sébastien est également appelé pour donner des Master Class. Il a pu notamment donner des cours de perfectionnement aux étudiants de l’Université de Waikato, du conservatoire de Laon, du conservatoire de La Rochelle, aux académies d’été de Musicalta, aux Nancyphonies, à Flaine et au conservatoire International de Musique de Paris.

### Vie familiale
En 2010, Sébastien Hurtaud épouse la pianiste Paméla Hurtado à Pau. De leur union est née une fille en mars 2017.

## Prix
- Médaille d'or du Conservatoire de La Rochelle (1994)
- Premier prix concours international de violoncelle Léopold Bellan sous la présidence de Christian Manen, à Paris en France (1997)
- Finaliste du Concours international Aldo Parisot, sous la présidence d'Aldo Parisot lui-même, à Yongpyong, en Corée du Sud (2007)
- Troisième prix du Concours international de violoncelle « Naumburg Foundation » sous la présidence de Robert Mann (en), à New-York aux États-Unis (2008)
- Premier prix et meilleure interprétation de Bach du Concours international de violoncelle « Adam » (en) sous la présidence de Alexander Ivachkine, à Christchurch en Nouvelle-Zélande (2009)
- Prix de la fondation « Creative New-Zealand », conjointement avec Gareth Farr (en) (2015)
- Prix du Label du centenaire de la Première Guerre Mondiale (2017)[8]

## Créations et Premières
Sébastien est dédicataire de plusieurs pièces en solo, musique de chambre et concerto :
- Jonathan Grimbert-Barré : Sonate "Caractères". Avec Paméla Hurtado au piano, création au Salon de Musique en Franche-Comté (2007)[9]
- Jonathan Grimbert-Barré : Trio avec piano. Avec Ryoko Yano au violon et Paméla Hurtado au piano, création au Salon de Musique en Franche-Comté (2008)[10]
- Thomas Schwan : Trio & Sonate. Création au Meadows Museum (2009)[11]
- Simon Sargon (en) : Three Tangos. Création au Caruth Auditorium, Dallas (2010)[12]
- Youli Galperine : Duo Violon Violoncelle. Création parisienne avec le violoniste Alexis Galperine (2014)[13]
- Youli Galperine : Pas de Deux dédié à Sébastien et Paméla Hurtaud. Création au Centre de Russie pour la Science et la Culture, Paris (2015)
- Lucas Debargue : Sonate pour violoncelle et piano, première à Dom-Musiki, Moscou (2015)[14]
- Gareth Farr : Concerto Chemin des Dames, création à Wellington et Aukland avec le NZSO[15] puis avec l’Orchestre de Lorraine à Laon[16] (2017)

## Discographie
- 2013 : Hindemith Music for Cello; avec Paméla Hurtado (Naxos)
- 2020 : Farr/Elgar Cello Concertos; avec Benjamin Northey (en) et le NZSO (Rubicon Classics)